# 塞纳河畔卡里耶尔
塞纳河畔卡里耶尔（法語：Carrières-sur-Seine，法語發音：[kaʁjɛʁ syʁ sɛn] ⓘ）是法国中北部法兰西岛大区伊夫林省的一个市镇，属于圣日耳曼昂莱区。

## 地理
塞纳河畔卡里耶尔（48°54'29"N, 2°10'41"E）面积5.02 平方千米，位于法国法蘭西島大區伊夫林省，该省份为法国北部内陆省份，北起瓦兹河谷省，西接厄尔省，西南接厄尔-卢瓦省，东南接埃松省，东临上塞纳省。
与塞纳河畔卡里耶尔接壤的市镇（或旧市镇、城区）包括：楠泰尔、沙图、乌耶、蒙泰松、薩特魯維爾、伯宗。

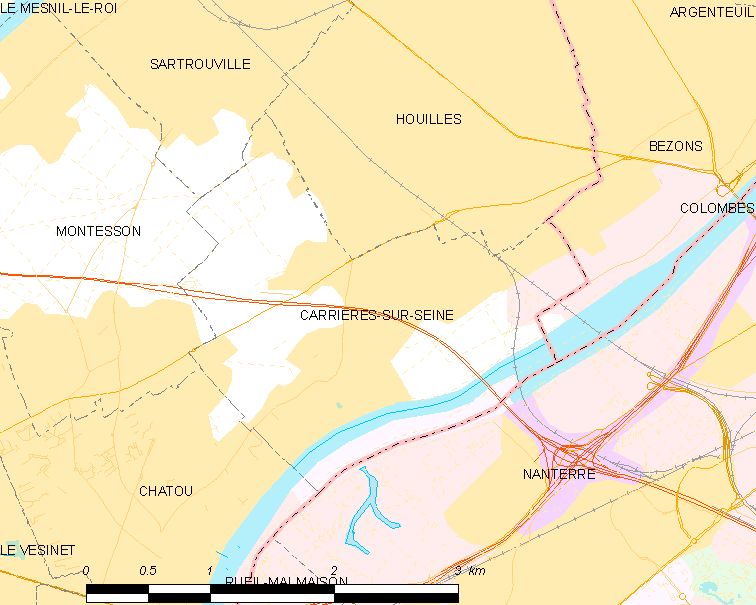
塞纳河畔卡里耶尔的OSM定位图

塞纳河畔卡里耶尔的时区为UTC+01:00、UTC+02:00（夏令时）。

## 行政
塞纳河畔卡里耶尔的邮政编码为78420，INSEE市镇编码为78124。

## 政治
塞纳河畔卡里耶尔所属的省级选区为乌耶县。

## 人口

1962-2008年间塞纳河畔卡里耶尔人口变化图示

塞纳河畔卡里耶尔于2022年1月1日时的人口数量为15002人。